# Disney’s Kim Possible: What’s the Switch?
A Disney’s Kim Possible: What’s the Switch? a Kim Possible című, Disney Channel által készített, Emmy-díjas amerikai rajzfilmsorozat alapján készült egyik videójáték.

## Történet
Kim és Ron megérkeznek a Majomkirály várába, hogy a gazembereket leállítsák. Drakken és Shego is szerepel a játékban. Amikor azonban a két csapat harcol a bálványért, megjelenik Dementor professzor, és mielőtt Kim vagy Shego bármit tenni tudna, ellopja magának a bálványt.
Ezt azonban vissza kell szerezni, hogy Ron és Drakken megszabaduljon a hatása alól. Kim üldözőbe veszi Dementort, de Shego is nyomon van. Végül a két lány útvonala folyton keresztezi egymást, ezért kénytelenek összefogni, hogy megállítsák Dementort.

## Választható karakterek
Kim és Shego is játszható karakter. Rufus bizonyos pontoknál játszható szintén a játékban, de csak mikor Kimmel vagyunk.

## Kim Possible eszköztára
- Íjpuska: arra használjuk, hogy átjussunk a szakadékok felett.
- Sokkoló: kapcsolókat aktivál, és ideiglenesen kiiktat néhány ellenséget.
- ElektroMagnetic kódoló: rejtett tárgyakat, mint például láthatatlan ellenségeket fed fel.

## Shego eszköztára
- Grapple beam: olyan, mint Kim íjpuskája.
- Magne-Go: tárgyakat és ellenségeket odavonz.
- EMPunch: zöld elektromos dobozokat hatástalanít.

## PlayStation 2
- Kiadó: Buena Vista Games
- Kiadás napja: 2006. október 19.
- Játékosok száma: 1